# Bessie Smithová
Bessie Smith (15. dubna 1894, Chattanooga, Tennessee – 26. září 1937, Clarksdale, Mississippi, USA) byla americká bluesová zpěvačka, přičemž v letech 1920 až 1930 byla považována za nejlepší bluesovou interpretku. Spolu s Louisem Armstrongem je také často považována za největší umělkyni své éry.

## Kariéra
Bessie Smith začala svou kariéru jako pouliční zpěvačka ve městě Chattanooga. V roce 1912 se jako tanečnice a zpěvačka přidala k putovní show, která byla uváděna Pa a Ma Raineyovými, přičemž mezi Ma a Bessie vznikl přátelský vztah. Ma Rainey se stala Bessiinou rádkyní, avšak všechny tehdejší finanční výkazy svědčí o tom, že Ma Rainey neučila Bessie Smith zpívat. Pravděpodobně jí pouze pomáhala zdokonalit vystupování na pódiu. Smithová začala pracovat na svém vlastním pódiovém čísle kolem roku 1913 v atlantském divadle „81“. S putovní show Ma Rainey zůstala až do roku 1915. Roku 1920 potvrdila svou pověst vystupováním na jihu a podél východního pobřeží.
Zemřela na následky dopravní nehody ve věku 43 let.